# Plataea astrigaria
Plataea astrigaria är en fjärilsart som beskrevs av Barnes och Mcdunnough 1918. Plataea astrigaria ingår i släktet Plataea och familjen mätare. Inga underarter finns listade i Catalogue of Life.